# Opius pequodorum
Opius pequodorum är en stekelart som beskrevs av Henry Lorenz Viereck 1917. Opius pequodorum ingår i släktet Opius och familjen bracksteklar. Inga underarter finns listade i Catalogue of Life.